# Хлоробутанолгидрат
Хлоробутанолгидрат (Сhlorobutanoli hydras): 1,1,1-Трихлор-2-метилпропанол-2.
Синонимы: Хлорэтон, Acetonchloroform, Anaesthosal, Chlorobutanolum, Chlorobutanol, Chlorobutanolum hydratum, Chlorbutolum, Chlortran, Methaform, Sedaform.

## Свойства
Бесцветные кристаллы или белый кристаллический порошок с запахом камфоры. Летуч при комнатной температуре. Малорастворим в воде (1 : 250), очень легко — в спирте.

## Применение
При приёме внутрь оказывает успокаивающее и лёгкое наркотическое действие, а при наружном применении — умеренное отвлекающее, противовоспалительное и антисептическое действие. В качестве седативного средства практически не используется. Наружно иногда назначают при лечении язв, ран, воспалительных процессов в виде 1 — 2 % присыпки, 5 — 10 % мази, 0,4 % раствора для примочек. В фармацевтической промышленности хлоробутанолгидрат применяют для консервирования галеновых и других препаратов (растворы адреналина, органопрепараты).